# Kim Won-bong
Kim Won-bong (hangeul : 김원봉 ; hanja : 金元鳳 ; MR : Kim Wŏnpong), né vers 1898 et mort vers 1958 est un anarchiste coréen, militant indépendantiste, puis homme d'État nord-coréen.
Lors de la colonisation japonaise, il était chef du Cercle des Braves ( 의열단), un mouvement indépendantise coréen.
Membre du premier gouvernement de la Corée du Nord, il est victime d'une purge de Kim Il-Sung en 1958, et est mort probablement par suicide